# Bone (fumetto)
Bone è una serie a fumetti scritta e disegnata da Jeff Smith.

## Storia editoriale
Pubblicato negli Stati Uniti d'America tra il 1991 e il 2004, narra delle avventure di tre bone (creature bianche, antropomorfe e dal lungo naso): Fone Bone e i suoi due cugini Phoney Bone (diminutivo di Phoncible P. Bone) e Smiley Bone; i quali, in fuga da Boneville, la loro città, si perdono in un deserto pietroso e raggiungono infine una vallata sconosciuta. Qui vengono coinvolti nello scontro in atto tra gli esseri umani e delle creature pelose note come "creature ratto" (in originale «rat creatures», precedentemente resi con «Rattodonti»), comandati da un misterioso personaggio chiamato l'Incappucciato.
Bone ha la particolarità di unire il tratto semplice tipico del fumetto umoristico statunitense con una narrazione continuata che fonde un tono comico con uno maggiormente epico e drammatico. Col proseguire della storia i tratti cupi si fanno via via predominanti. Opere a cui Bone può essere accostato, specie nello stile grafico, sono Cerebus di Dave Sim e  Pogo di Walt Kelly.
Notevoli in tal senso sono anche altre somiglianze tra il fumetto di Jeff Smith e, più nello specifico, le storie dei paperi disneyani ideati da Carl Barks: i Bone sono tre cugini, mentre Boneville è un corrispettivo di una città statunitense (al pari di Topolinia o di Paperopoli) dove si usano i dollari e si leggono fumetti e classici della letteratura (come il libro Moby Dick che Fone Bone porta con sé).
L'edizione italiana di Bone, iniziata nel 1996 e conclusa dieci anni dopo, nel 2006, ha incontrato numerose difficoltà. Pubblicato inizialmente dalla casa editrice Macchia Nera (in un'edizione da edicola e successivamente in una per sole fumetterie), quando l'editore fallisce, Bone viene portato avanti dalla Lexy Production, la quale riesce a pubblicarne un solo volume prima di chiudere anch'essa. Successivamente il fumetto viene recuperato da Panini Comics, che pubblica gli ultimi tre volumi della saga.
La Panini Comics, a partire dal 2007, ha fatto partire una nuova ristampa completa in 10 volumi a colori. Negli Stati Uniti, in seguito alla conclusione dell'opera, ne è stata proposta un'edizione in volume unico. Nel 2011 BAO Publishing ha pubblicato l'edizione integrale di Bone in un unico volume.
Nel 2005 è stato pubblicato un videogioco episodico, di genere avventura grafica, ispirato al primo volume della serie e intitolato Bone: Out from Boneville. Nel 2006 è stato anche realizzato un seguito, dal titolo Bone: The Great Cow Race. Entrambi i giochi sono stati sviluppati dalla Telltale Games. In seguito è stato scritto l'ultimo libro: bone Coda.

## Curiosità
I Rattodonti nel n. 33 di Bone cominciano a parlare in una lingua militare segreta, il Nessen. Probabilmente Jeff Smith non ha pianificato nessuna lingua artificiale letteraria ma ci ha lasciato solo una frase di questo misterioso idioma: «Shoss! Nessen! Nessen! Ik Garen Spek Nessen!» che significherebbe «Silenzio! Nessen! Nessen! Dobbiamo parlare Nessen!»

## Altri media
Nel novembre 2016 il regista Mark Osborne è stato scelto per dirigere un film d'animazione basato sul fumetto e prodotto da Warner Bros.